# ۷۴۳ (پیش از میلاد)
۷۴۳ (پیش از میلاد) ۷۴۳مین سال قبل از تقویم میلادی است.